# Générale alimentaire
La Générale alimentaire était une entreprise agroalimentaire française, la première d'envergure internationale. Créée en 1963, elle avait pour ambition de fédérer des entreprises familiales dynamiques pour leur donner les moyens d'une expansion nationale et internationale. Elle était organisée autour de deux pôles principaux :
- Pôle salé, autour de la marque Amora (Amora, Bordeau Chesnel, Champagne Mercier, Savora)
- Pôle sucré, autour de Unimel (Brochet Frères, Vandamme, Carambar, La Pie qui Chante, Francorusse).

Activités annexes : emballage (plastiques Rical), lingerie (Lou).
À la suite de sa reprise par la Générale Occidentale puis par BSN, la Générale alimentaire fut fondue dans Danone.

## Création de la Générale alimentaire
Entre 1930 et 1955, deux pôles agro-alimentaires importants se développent parallèlement à Dijon et à Besançon :
- À Dijon, Raymond Sachot reprend en 1934 la marque Amora, et fait passer la production du stade artisanal au stade industriel. Il reprend en 1939 les sociétés Philbée (pain d'épices), des moutardes Mouillard (Dijon) et Jacquemin (Meursault), pour créer la société SAB (Spécialités Alimentaires Bourguignonnes).

- À Besançon, Gustave Brochet fait de la même manière passer la production de l'entreprise familiale de pain d'épices  du stade artisanal au stade industriel : en 1955 l'usine Brochet Frères est le premier employeur de la ville et produit 6 500 tonnes de pain d'épices et 3 500 tonnes de bonbons par an.

Lors de la Seconde Guerre mondiale, Lucien Brochet (fils de Gustave-Stéphane) et Raymond Sachot sont prisonniers de guerre dans le même Offlag (camp de prisonniers pour officiers) en Allemagne. C'est là que leur serait venue l'idée de créer une société de distribution commune pour leurs produits. 
Cette idée mettra cependant plusieurs années à se concrétiser, puis à se structurer juridiquement de façon stable : c'est seulement en 1958 que Brochet Frères et Philbée constituent une société commune de distribution de pain d'épices (avec également deux entreprises parisiennes, Vandamme et Van Lynden) : Unimel.
En 1963, l'intégration fait un pas de plus : SAB, Brochet Frères, Vandamme et Francorusse fusionnent pour créer la Générale alimentaire.

## Développement
En 1965, La Pie qui Chante rejoint la Générale alimentaire, ainsi que quatre autres marques de confiseries (KBO, MOB'S, Femina, Clausse). Les 5 marques sont fédérées sous la marque "Pie qui chante".
En 1966, la chocolaterie Delespaul-Havez, créatrice du fameux Carambar en 1954, entre à son tour dans la Générale alimentaire. Carambar et Pie qui Chante sont fusionnées en 1972. La production moyenne atteint alors 80 tonnes par jour et La Pie qui Chante s'affirme comme le numéro deux du marché de la confiserie en France.
D'autres marques comme Bordeau Chesnel, Lou, les champagnes Mercier, Savora, les Établissements Mitterrand (à Jarnac) rejoignent la Générale alimentaire entre 1966 et 1978.
En 1972, le chiffre d'affaires consolidé s’élève à 1,6 milliard de francs, et le groupe détient en France des positions très fortes pour plusieurs produits alimentaires très élaborés :
- Pâtisserie industrielle 20 %, dont pains d'épices 67 % (Unimel)
- Entremets 33 % (Francorus)
- Confiserie de sucre 10 - 15 %
- Vinaigrerie 30 - 32 %
- Moutardes et condiments 55 % (Leader)
- Fruits et légumes condimentaires 36 %
- Poivre et épices 30 - 35 %
- Mayonnaises 15 - 20 %

La Générale alimentaire a son siège social à Neuilly-sur-Seine, et est cotée à la bourse de Paris.

## Absorption dans BSN-Danone
En 1972, un certain nombre d'actionnaires minoritaires sont approchés par des investisseurs, qui "ramassent" ainsi pour le groupe Rothschild un nombre important d'actions de la société. Une OPA est ensuite officiellement lancée, à la suite de laquelle le groupe Rothschild se retrouve majoritaire au sein du groupe.
Cependant, connaissant rapidement des difficultés de gestion, le groupe Rothschild cède dès 1973 ses parts dans la Générale alimentaire au milliardaire Jimmy Goldsmith, au travers de la Générale occidentale.
Celui-ci cède en 1980 à BSN (qui deviendra Danone) l'essentiel des marques autrefois détenues par la Générale Alimentaire  : Vandamme, Pie qui chante, Amora, Carambar...